# Whispers (Passenger)
Whispers è il sesto album discografico in studio del cantante britannico Passenger, pubblicato il 6 giugno 2014.
L'album è disponibile in due versioni: una standard comprendente 11 tracce e una versione deluxe in cui, nel secondo CD, sono incluse 7 versioni acustiche.
L'album è disponibile in CD, vinile e download digitale.

## Tracce
Edizione Standard
1. Coins in a Fountain – 3:04
2. 27 – 3:20
3. Heart's On Fire – 4:13
4. Bullets – 3:24
5. Golden Leaves – 4:07
6. Thunder – 2:25
7. Rolling Stone – 3:22
8. Start a Fire – 4:21
9. Whispers – 4:02
10. Riding to New York – 5:02
11. Scare Away the Dark – 4:38

CD2 della versione deluxe
1. Heart's On Fire (Acoustic) – 3:56
2. Coins in a Fountain (Acoustic) – 2:49
3. Riding to New York (Acoustic) – 4:49
4. Start a Fire (Acoustic) – 3:57
5. Golden Leaves (Acoustic) – 4:03
6. Rolling Stone (Acoustic) – 3:28
7. Whispers (Acoustic) – 3:45